# Peisey-Nancroix
Peisey-Nancroix – miejscowość i gmina we Francji, w regionie Owernia-Rodan-Alpy, w departamencie Sabaudia. W 2017 roku populacja gminy wynosiła 667 mieszkańców. Na jej obszarze znajduje się w Parc national de la Vanoise.